# Рассел, Джон, 4-й герцог Бедфорд
Джон Рассел (англ. John Russell; 30 сентября 1710 — 5 января 1771) — британский аристократ, 4-й герцог Бедфорд, 4-й маркиз Тависток, 8-й граф Бедфорд, 9-й барон Рассел и 4-й барон Хоуленд с 1732 года, кавалер ордена Подвязки. Лидер партии вигов в эпоху Семилетней войны, лорд-лейтенант Ирландии в 1757—1761 годах, покровитель спорта.

## Биография
Джон Рассел родился 30 сентября 1710 года в Стретеме (Суррей) и стал четвёртым сыном Ризли Рассела, 2-го герцога Бедфорда, и его жены Элизабет Хауленд. В юности он носил титул учтивости лорд Рассел. 23 октября 1732 года, после смерти бездетного старшего брата Ризли, он унаследовал семейные титулы и владения, заняв место в Палате лордов в качестве 4-го герцога Бедфорда.
Рассел примкнул к вигам, враждебным премьер-министру сэру Роберту Уолполу. Он стал известным политиком и заслужил неприязнь короля Георга II. Когда в ноябре 1744 года подал в отставку Джон Картерет, герцог стал первым лордом адмиралтейства в правительстве Генри Пелэма, членом Тайного совета, лордом-лейтенантом Бедфордшира. На посту государственного секретаря Южного департамента (с февраля 1748) он столкнулся с критикой Генри Пелэма и Томаса Пелэм-Холлса, герцога Ньюкасла: в частности, Рассела обвиняли в безделье, в том, что он слишком много времени проводит в своих поместьях, охотясь на фазанов и играя в крикет. В 1751 году герцог подал в отставку.

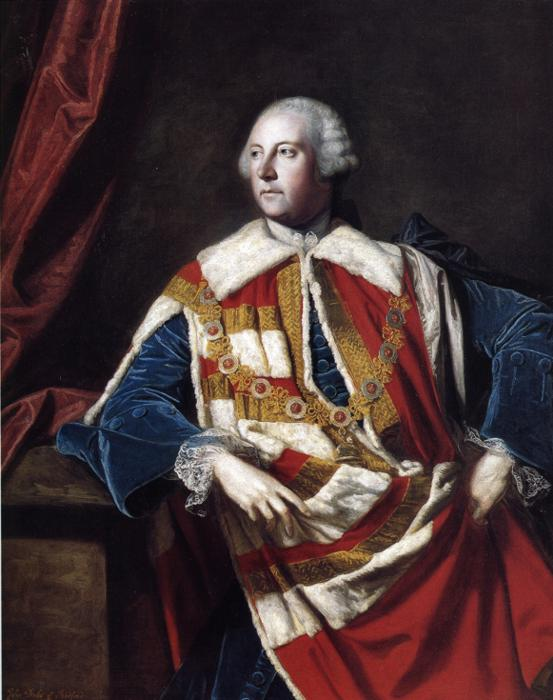
Портрет герцога Бедфорда работы Джошуа Рейнольдса (эпоха Семилетней войны)

В последующие годы Рассел руководил оппозиционной фракцией бедфордитов. После отставки лорда Ньюкасла в ноябре 1756 года он стал лордом-лейтенантом Ирландии в правительстве Уильяма Питта и герцога Девонширского. Рассел сохранил эту должность после того, как Ньюкасл в союзе с Питтом вернулся к власти в июне 1757 года. В Ирландии он выступал за смягчение уголовных законов против католиков, но не сдержал своих обещаний соблюдать нейтралитет и воздерживаться от наделения пенсиями своим друзьям. В марте 1761 года герцог оставил пост лорда-лейтенанта.
Объединившись с лордом Бьютом и партией, стремящейся положить конец Семилетней войне, герцог стал наиболее влиятельным противником Питта. В октябре 1761 года, когда Питт ушёл в отставку, Рассел получил пост лорда-хранителя Малой печати в кабинете графа Бьюта. В сентябре 1762 года он отправился во Францию, чтобы начать переговоры о мире. Герцог был раздражён, узнав, что переговоры велись и по другим каналам, но в феврале 1763 года он всё же добился подписания Парижского мира, по которому Великобритания получила Канаду от Франции и Флориду от Испании.
В апреле 1763 года, после отставки графа Бьюта, герцог Бедфорд отказался оставаться лордом-хранителем Малой печати в правительстве Гренвилла и попытался убедить Питта вернуться к власти. Тот заявил, что возглавит правительство, только если Рассел не получит никаких постов; герцога это так рассердило, что в сентябре 1763 года он присоединился к кабинету Гренвила в качестве лорда-президента Совета. Надменность Бедфорда и некоторые его оскорбительные выражения обидели короля Георга III, который тщетно пытался лишить его должности. В июле 1765 года монарх смог, наконец, отправить правительство Гренвила в отставку.
Рассел и в дальнейшем участвовал в политических интригах. Его друзья в декабре 1767 года с его согласия присоединились к правительству герцога Графтона. Здоровье Бедфорда в то время уже ухудшалось, и в 1770 году наступил частичный паралич. Герцог умер в Уобёрн Эбби 5 января 1771 года. Он был похоронен в Бедфордской часовне в церкви Святого Михаила, Ченис, Бакингемшир.
Крикет
Бедфорд любил крикет. Первые данные о его участии в этом спорте относится к 1741 году, когда герцог принимал «Бедфордшир против Нортгемптоншира и Хантингдоншира» в Уобёрн-парке. Победила объединенная команда Нортгемптоншира и Хантингдоншира. Бедфорд устроил эту игру со своими друзьями Джорджем Монтегю-Дунком, 2-м графом Галифаксом (Нортантс) и Джоном Монтегю, 4-м графом Сандвичем (Хантс). Через несколько дней состоялся ответный матч в Кау-Мидоу, Нортгемптон, и объединенная команда снова победила.
К 1743 году герцог Бедфорд превратил крикетный клуб «Уобёрн» в ведущую команду, способную конкурировать с Лондоном. Команда была известна в 1743 и 1744 годах, но после этого в сохранившихся источниках о ней больше нет упоминаний.

## Семья

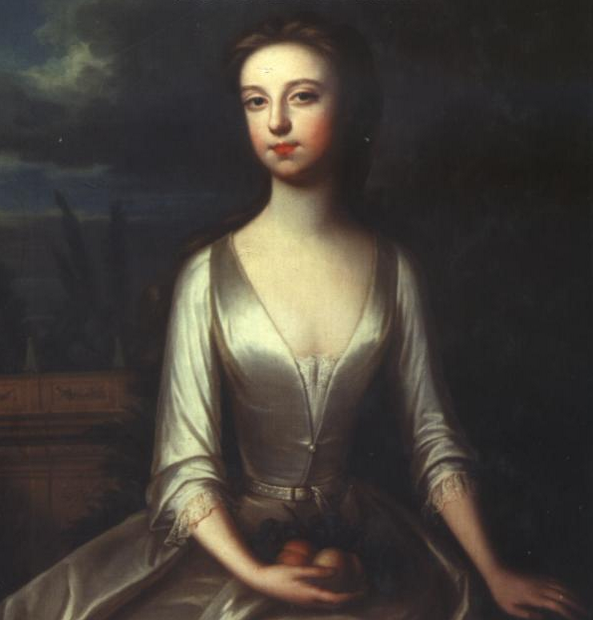
Диана Спенсер, первая супруга Джона Рассела, 4-го герцога Бедфорда

11 октября 1731 года герцог Бедфорд женился на Диане Спенсер (1710—1735), дочери Чарльза Спенсера, 3-го графа Сандерленда, и Энн Черчилль, внучке Джона Черчилля, 1-го герцога Мальборо. В этом браке родился сын Джон, умерший в тот же день (6 ноября 1732 года).
2 апреля 1737 года герцог женился во второй раз — на Гертруде Левесон-Гоуэр (1715—1794), старшей дочери Джона Левесон-Гоуэра, 1-го графа Гоуэра, и Эвелин Пиррепонт. В этом браке родились двое детей:
- Фрэнсис Рассел, маркиз Тависток[англ.] (27 сентября 1739 — 22 марта 1767), член Палаты общин[10];
- Кэролайн Рассел (январь 1743 — 26 ноября 1811), жена Джорджа Спенсера, 4-го герцога Мальборо[11].